# La Gacilly
La Gacilly [la gasiji] (bretonsky Gazilieg) je francouzská obec v departementu Morbihan v regionu Bretaň. Sídlí zde centrála kosmetické firmy Yves Rocher. Od roku 2003 se zde každoročně koná fotografický festival s tématem přírody a lidí.

## Poloha
La Gacilly obklopují obce Carentoir na severu, La Chapelle-Gaceline na severovýchodě, Sixt-sur-Aff na východě, Cournon na jihovýchodě, Glénac na jihu, Les Fougerêts na jihozápadě a Saint-Nicolas-du-Tertre na západě.

## Vývoj počtu obyvatel
Počet obyvatel

## Pamětihodnosti
- dva menhiry
- kostel Saint-Nicolas z 19. století
- botanická zahrada firmy Yves Rocher

## Partnerská města
- Diapaga (Burkina Faso)
- Hollersbach im Pinzgau (Rakousko)
- Gowerton (Spojené království)